# DTMB
DTMB (Digital Terrestrial Multimedia Broadcast) es el estándar de Televisión para terminales fijos y móviles utilizado en China, Hong Kong, Macao, Cuba, Comoras, Pakistán, Camboya, Laos y Timor Oriental. A pesar de que en un principio este estándar recibió el nombre de DMB-T/H (Digital Multimedia Broadcast-Terrestrial/Handheld), el nombre oficial que se le asignó es DTMB.

Distribución mundial del estándar DTMB. Los países que usan el estándar están indicados en color violeta.

## Resumen
| Lista de estándares para TDT DVB |
| Família DVB (Europa) |
| --- |
| |
| DVB-S (Satélite) - DVB-S2 DVB-T (Terrestre) - DVB-T2 DVB-C (Cable) - DVB-C2 DVB-H (Dispositivos Móviles) - DVB-SH (Terrestre/Satélite) - DVB-T2-Lite (Terrestre) |
| |
| Família ATSC (EUA) |
| |
| ATSC (Terrestre/Cable) ATSC-M/H ( Dispositivos Móviles) |
| |
| Família ISDB (Japón/Brasil) |
| |
| ISDB-S (Satélite) - ISDB-S3 ISDB-T (Terrestre) - SBTVD / ISDB-Tb (Internacional) - 1seg (Dispositivos Móviles) - ISDB-Tmm - ISDB-Tsb (radio) ISDB-C (Cable)      |
| |
| Família DTMB (China) |
| |
| DMB-T/H (Terrestre/Móvil) ADTB-T (Terrestre) CMMB (Dispositivos Móviles) DMB-T (Terrestre)                                                                       |
| |
| Família DMB (Corea) |
| |
| T-DMB (Terrestre) S-DMB (Satélite) |
| |
| MediaFLO |
| |
| Codecs |
| Video - MPEG-2 - H.264/MPEG-4AVC Audio - MP3 - AC-3 - AAC - HE-AAC                                                                                               |
| |
| Bandas de Frecuencia |
| |
| VHF |
| UHF |
| SHF |

El DTMB surge de la fusión entre los estándares ADTB-T (desarrollado por la Universidad de Shanghái Jiao Tong, Shanghái), DMB-T (desarrollado por la Universidad Tsinghua, Beijing) y el TiMi (Terrestrial Interactive Multiservice Infrastructure), que es el estándar que propuso la Academia de Ciencias de Radiodifusión en el año 2002.
Al principio, las Universidades de Shanghái Jiao Tong y Tsinghua, carecían de medios y de fuerza política suficientes como para convertir sus respectivos estándares en una tecnología única, así que la decisión final fue optar por un doble estándar, que fusionado con el estándar TiMi 3, dio respuesta a una necesidad de compatibilidad con versiones anteriores.
El DTMB comienza su formación en 2004 con una propuesta de fusión y se consolida como formato de difusión de Televisión Digital Terrestre en 2006:

### DTMB en China
- 2005 periodo de pruebas[1]
- 18/08/2006 adopción formal como estándar de DTT[1]
- 2008 conversión al sistema digital[1]
- 2015-2018 fin de radiodifusión analógica[1]

### DTMB en Hong Kong
- 18/08/2006 adopción formal como estándar de DTT[1]
- 31/12/2007 conversión al sistema digital[1]
- 2012 fin de radiodifusión analógica[1]

### DTMB en Macao
- 18/08/2006 adopción formal como estándar de DTT[1]

### DTMB en Cuba
En mayo de 2013, el Instituto de Investigación y Desarrollo de Telecomunicaciones (Lacetel), anunció que Cuba utilizaria la norma china de Transmisión Digital Terrestre Multimedia o DTMB, Comenzando fase de transmisiones de prueba en varias localidades de diferentes provincias. Se prevé que el apagón analógico de los canales Canal Educativo y Canal Educativo 2 termine  a partir del año 2025. Cuba es el único país del continente americano en escoger este estándar.

### DTMB en África
Comores se convierte en el único país africano en adoptar el estándar del gigante asiático desde 2016.

## Países y territorios que utilizan el DTMB
| Asia           | América | África  |
| -------------- | ------- | ------- |
| China          | Cuba    | Comoras |
| Camboya        |         |         |
| Hong Kong      |         |         |
| Macao          |         |         |
| Pakistán       |         |         |
| Laos           |         |         |
| Timor Oriental |         |         |

## Descripción
Además de las funciones básicas del servicio de televisión tradicional, el DTMB da cabida a nuevos servicios adicionales utilizando el sistema de radiodifusión de televisión. El sistema DTMB es compatible con la recepción fija (cubierta y al aire libre) y móvil de la Televisión Digital Terrestre.
- La recepción móvil: es compatible con la radiodifusión de TV digital en definición estándar (SD), la radiodifusión de audio digital, la radiodifusión multimedia y servicio de datos de radiodifusión.

- La recepción fija: además de los servicios antes mencionados, también es compatible con la radiodifusión de TV digital en alta definición (HD).

El estándar DTMB utiliza muchas tecnologías avanzadas para mejorar su rendimiento, como por ejemplo: un código pseudo-aleatorio de ruido (PN-Pseudo-random Noise) como intervalo de guarda que permite una sincronización más rápida del sistema y una estimación de canal más precisa; codificación LDPC (Low-Density Parity-Check) como protección contra errores; modulación TDS-OFDM (Time Domain Synchronization - Orthogonal Frequency Division Multiplexing) que permite la combinación de radiodifusión en SD, HD y servicios multimedia, etc.
Este sistema da flexibilidad a los servicios que se ofrecen al soportar la combinación de Redes de Frecuencia Única (SFN-Single Frequency Network) y Redes de Frecuencias Múltiples (MFN-Multi Frequency Network). Los diferentes modos y parámetros pueden ser escogidos en base al tipo de servicio y el entorno de la red.
La secuencia de la trama pseudo-aleatoria es definida en el dominio temporal, y la trama con la información de la Transformada Discreta de Fourier (DFT) es definida en el dominio frecuencial. Las dos tramas se multiplexan en el dominio temporal, dando lugar a la Sincronización en el Dominio Temporal (TDS).

### Esquema de funcionamiento
Este sistema de transmisión realiza la conversión de la señal de entrada de datos a la salida de señal de TV terrestre.
El flujo de entrada de datos pasa por el codificador, por el proceso de protección contra errores FEC (Forward Error Correction), por el proceso de asignación de constelación y a continuación el dispersor procesa la información para crear los bloques básicos de datos. El bloque de datos y la información TPS son multiplexados, y pasan por el procesador de datos para formar la estructura del cuerpo. Se combina la información del cuerpo y la cabecera para formar la trama y esta se pasa por el filtro SRRC (Square Root Raised Cosine) para convertirse en una señal dentro de un canal de ancho de banda de 8MHz. Finalmente se modula la señal para situarlo en la banda de frecuencias correspondiente.

### Características
- Tasa de transmisión de bits: de 4.813 Mbit/s a 32. 486 Mbit/s

- Difusión de SD, HD, y servicios multimedia

- Flexibilidad de servicios

- Procesamiento de datos en dominio temporal y frecuencial

- Difusión de entre 6 y 15 canales en SD y 1 o 2 en HD

- Misma calidad de recepción que el cable